# ピロシキーズ
ピロシキーズは、ロシア出身、関西（大阪、姫路）育ち、東京に拠点を置く2人組YouTuber。メンバーは小原ブラス、中庭アレクサンドラ。2018年12月にYouTubeより動画投稿を中心とする活動を開始。2021年からAlmost Japaneseに所属している。

## 概要
2018年12月に結成したYouTuber（ユーチューバー）コンビで、メンバーは小原ブラス（愛称 ブラス）と中庭アレクサンドラ（愛称 アレちゃん）
ロシアで生まれ、幼少期から日本の関西で育ってきた全く同じ境遇の2人で、見た目は外国人、中身は日本人というのがピロシキーズの特徴である。
外国人と日本人の間に入る緩衝材のような立ち位置におり、日本育ちの外国人として、あらゆるテーマに沿った話題を海外と日本の文化の違いを比較しながらトークをしている。
現在は日本とロシアの面白ネタを紹介する人気関西系ロシア人コンビYouTuberとして、人気高評価動画は131万回再生を記録。
2023年2月2日の動画で、今後はコンビ解散やチャンネルの閉鎖はせず、ピロシキーズから軸足を移して各々が個人チャンネルでの活動をメインとすること、ピロシキーズのサブチャンネルを中庭アレクサンドラが「なかにわ」として使い、小原ブラスは新しくチャンネル「小原ブラスのしらんけど。」の開設を報告。

## 出演

### テレビ
- ZIP! 「ちょっと盛っちゃった話」（2018年4月5日、日本テレビ） - 出演
- ウチのガヤがすみません! 「芸人vs○○の超本気対決SP!」（2018年7月3日、日本テレビ） - 出演
- 5時に夢中!（2019年4月、TOKYOMX） - 出演
- ネプリーグ（2020年3月、フジテレビ）- 出演
- Japan in Motion（2019年、TSS）- 出演中
- スッキリ (テレビ番組)（2022年、日本テレビ）- 出演

### WEBテレビ
- ABEMA的ニュース - ウクライナ&ロシア人YouTuberが生議論（2021年3月13日、AbemaTV）

### イベント
- TOKYO COLLECTION　GUT’S DYNAMITE CABARETS 2020 S/S
- Wellness  by 7days BANANA ピロシキーズ1日店長イベント（2020年、10月）
- 【緊急】ピロシキーズがオペラの司会してみた（2020年、10月）

### コラム
- bizSPA!連載コラム【ピロシキーズの甘口人生相談】（2020年） - 連載中

### 関連記事
- "関西系ロシア人”がセレクト！銀座「赤の広場」で買うべき7選